# Sự sụp đổ của dòng họ Usher
"Sự sụp đổ của dòng họ Usher" (tiếng Anh: The Fall of the House of Usher) là một truyện ngắn tường thuật của nhà văn người Mỹ Edgar Allan Poe. Câu chuyện được xuất bản lần đầu năm 1839 trên tạp chí Burton's Gentlemen's trước khi được đưa vào tập truyện Tales of the Grostesque and Arabesque vào năm 1840. Tác phẩm này là một tiêu biểu của tiểu thuyết Gothic và xoay quanh các chủ đề như mất trí, gia đình, sự cô lập, và bản sắc siêu hình.

## Nội dung
Câu chuyện bắt đầu với một vị khách vô danh, và cũng là người kể chuyện, đến nhà một người bạn của mình là Roderick Usher sau khi nhận được một lá thư đến từ một vùng xa xôi hẻo lành. Trong thư, Roderick đã than phiền về bệnh tật của mình và nhờ xin sự giúp đỡ từ người bạn của mình. Khi vị khách tới nơi, anh ta để ý một vết nứt hẹp dài chạy dài từ mái nhà ra sân và đến tận cái hồ nước trước nhà.
Người dẫn truyện nhận ra rằng người em song sinh của Roderick là Madeline cũng đang bị bệnh chứng bắt thế và trong tình trạng thần trí hôn mê như người đã chết. Đồng thời, người thuật truyện cũng biết được rằng Roderick và Madeline là hai thành viên cuối cùng của dòng họ Usher.
Trong thời gian người dẫn truyện sống tại biệt thự nhà Usher, anh đã bị ấn tượng bởi những bức tranh mà Roderick đã vẽ. Đồng thời, anh cũng cố gắng giúp bạn của mình vui lên bằng cách đọc truyện và lắng nghe những tác phẩm guitar ngẫu hứng của Roderick. Với bạn của mình, Roderick đã hát bài The Haunted Palace (một bài thơ của Poe), và kể với người dẫn truyện rằng anh tin là ngôi nhà của anh là một thực thể sống, và lý do nhận thức này bắt nguồn từ sự sắp xếp của khối xây và thảm thực vật xung quanh căn biệt thư. Ngoài ra, Roderick cũng tin rằng số mệnh của anh được gắn kết với ngôi nhà của dòng họ.
Sau một thời gian, Roderick thông báo với người dẫn truyện rằng em gái của anh đã qua đời, và anh đã quyết định tạm thời để xác em mình trong hầm ngay dưới căn biệt thự trong hai tuần trước khi được vĩnh viễn chôn cất ở nghĩ trang. Người dẫn truyện giúp Roderick khiên quan tài của em mình xuống hầm và để ý thấy gò má của Madeline vẫn còn đỏ hồng - điều mà chỉ một vài người có sau khi đã chết. Một vài tuần sau mai táng Madeline, cả hai nhân vật nhận thấy rằng bản thân trở nên ngày càng cáu gắt ngay cả khi không có lý do rõ ràng. Một cơn bão ập đến và Roderick đi đến phòng ngủ của người dẫn truyện. Căn phòng năm ngay trên phần hầm mà họ chôn cất Madeline. Trong căn phòng đó, Roderick đã chạy đến và mở toang cánh cửa sổ nhìn ra hướng cơn bão. Roderick nhận thấy rằng hồ nước xung quanh ngôi nhà dường như đang phát sáng trong bóng tối, như trong những bức tranh mà Roderick đã vẽ, mặc dầu không có tia sét nào lóe sáng lúc này.
Người dẫn truyện cố gắng giúp Roderick bình tĩnh lại bằng cách đọc to The Mad Trist, một cuốn tiểu thuyết viết về một hiệp sĩ tên Ethelred - người đã đột nhập vào nơi ở của người ẩn sĩ để tránh cơn bão đang đến trong hành trình tìm kiếm cung điện bằng vàng  được canh giữ bởi một con rồng. Tại đây, Ethelred đã tìm thấy một chiếc khiên bằng đồng tỏa sáng cùng với một huyền thoại về chiếc khiên này trên bức tường.
Với một đòn tấn công từ chiếc chùy của mình, Ethelred đã hạ gục con rồng - sinh vật đã chết với một tiếng thét chói tai. Người hiệp sĩ tiến tới để nhặt chiếc khiên - thứ vũ khí vừa rơi xuông đất với một tiếng kêu thất thanh.
Trong lúc người dẫn truyện đọc về sự tiến vào mạnh dạn của người hiệp sĩ, những tiếng nứt và xé phát ra từ một góc nào đó của ngôi nhà. Khi mà con rồng chết sau tiếng thét của nó, người kể chuyện lại nghe một tiếng thét khác phát ra từ trong ngôi nhà. Và khi chiếc khiên từ trong câu chuyện rơi xuông, một tiếng kêu rỗng và vang vọng của một vật dụng kim loại cũng được người dẫn chuyện nghe thấy. Roderick ngày càng trở nên cuồng loạn hơn, và cuối cùng, anh ta la lên rằng chính em gái anh - người vẫn còn sống khi được chôn cât - đã gây nên những âm thanh đó.
Roderick biết rằng bằng một cách nào đó, em gái anh vẫn còn sống. Sau đó, cánh cửa phòng ngủ bị bật tung và Madeline hiện ra. Cô ngã vào người anh mình, và cả hai người ngã xuống đất như hai xác chết. Người dẫn chuyện bỏ chạy khỏi ngôi nhà. Khi đang chạy, anh chợt thấy một tia sáng từ ánh phía sau lưng anh, và điều đó đã khiến anh xoay người lại. Đúng lúc đó, ánh trăng đang chiếu qua vết nứt đang lớn dần của của căn nhà. Người dẫn truyện chứng kiến ngôi nhà của dòng họ Usher bị chia tách làm đôi, và những mảnh vở của ngôi nhà chìm sâu xuống hồ nước.

## Nhân vật

### Người dẫn truyện
Trong câu truyện, người dẫn truyện là một vị khách vô danh được Roderick Usher mời đến ngôi nhà của dòng họ Usher. Vì anh là người bạn tốt và duy nhất, nên Roderick đã kể về bệnh tình của mình và nhờ người dẫn truyện đến để giúp đỡ. Cuối cùng, người dẫn truyện đã bị thuyết phục sự tuyệt vọng của Roderick và muốn nối lại tình bằng hữu để giúp anh. Mặc dù anh là một người luôn cảm thông và giúp đỡ cho bạn của mình, người dẫn truyện liên tục bị xem như là một người ngoài. Người dẫn truyện nhận thấy rằng Roderick đang bị ám ảnh bởi ý tưởng về cái chết đang cận kề của mình. Sau này, người dẫn truyện dần dận bị thuyết phục bởi ý nghĩ của Roderick sau khi chứng kiến nhiều điều rùng rợn và đáng sợ ngay trong ngôi nhà của dòng họ Usher.
Từ khi đến ở trong ngôi nhà của dòng họ Usher, người dẫn truyện nhận thấy gia đình Usher có xu hướng cô lập bản thân khỏi xã hội cũng như biết rằng có một mối liên kết kỳ lạ và đặc biệt giữa Roderick và Madeline. Xuyên suốt câu chuyện, người dẫn truyện bị bỏ ngoài sự chú ý của Madeline. Tuy nhiên, khi Roderick thông báo em gái mình đã qua đời, người dẫn truyện đã giúp bạn mình mai táng Madeline trong khu hầm dưới ngôi nhà mặc dù anh nhận thấy rằng vẫn còn có dấu hiện của sự sống trên khuôn mặt của cô.
Trong một đêm mất ngủ, người dẫn truyện đọc to một cuốn sách cho Usher và nghe nhiều âm thanh phát ra từ những chố khác nhau trong ngôi nhà. Anh chứng kiến Madeline xuất hiện cũng như cái chết của hai anh em song sinh, Roderick and Madeline, diễn ra sau đó. Người dẫn truyện là người duy nhất thoát khỏi ngôi nhà của dòng họ Usher và chứng kiến hồ nước quanh đó nuốt chửng tòa nhà đã sụp đổ.

### Roderick Usher
Roderick Usher là người anh sinh đôi của Madeline Usher và là một trong những người còn sót lại của dòng họ Usher. Roderick đã viết thư cho người dẫn truyện, một người bạn thời thơ ấu của anh, để kể về bệnh tình mà anh mắc phải. Khi người dẫn truyện đến nơi, anh đã giật mình khi nhìn thấy ngoại Roderick rất kỳ lạ và thậm chí gây khó chiu.
Roderick Usher là một người sống ẩn dật và bị bệnh về thể chất lẫn tinh thần. Vì liên tục sợ hãi và lo âu, cùng với việc thấy Madeline bị chứng bắt thế, nên thân thể Roderick ngày càng suy tàn. Anh bị giằng xé bởi nỗi âu sâu khi đứng nhìn em gái của mình chết. Theo như Terry W. Thompson, Roderick đã tỉ mỉ sắp xếp hậu sự cho Madeline vì lo sợ rằng người bác sĩ đã chữa trị cho cô sẽ đánh cắp xác cô để làm thí nghiệm, một điều khá phổ biến trong thế kỷ 18 và 19 khi các trường y và bác sĩ cần có xác chết để luyện tập và nghiên cứu.
Bởi Roderick và Madeline là anh em song sinh, nên cả hai có thể liên kết với nhau mà không cần giao tiếp. Do đó, nhiều nhà phê bình đã kết luận rằng quan hệ loạn luân hoặc siêu hình có thể giải thích lý do mà hai con người riêng biệt lại có mối liên kết chặt chẻ với nhau như trong một thực thể độc lập. Cuối cùng, tình trạng suy nhược của Roderick đã làm tăng thêm sự đau khổ trong tâm trí và dẫn anh đến cái chết. Cũng như em gái của mình, Roderick có mối liên kết với căn biệt thự của gia đình, và anh tin rằng ngôi nhà có tri giác và phải một phần chịu trách nhiệm với sự suy giảm về sức khỏe tâm thần cũng như nỗi u sầu trong tâm trí anh. Mặc cho ý  nghĩ đó, Roderick vẫn ở trong ngôi nhà của gia đình và tạo nên nhiều tác phẩm nghệ thuật về căn nhà của dòng họ Usher hoặc những căn nhà ma ám khác. Sức khỏe tâm thần của Roderick ngày càng suy giảm hơn sau khi anh nghe thấy những âm thanh mà Madeline gây ra trong lúc cố gắng thoát khỏi căn hầm dưới đất nơi mà cô được mai táng. Cuối cùng, Roderick đã chết vì sự sợ hãi theo như cách ngôi nhà của dòng họ Usher đã đổ vở và bị nhấn chìm.

### Madeline Usher
Madeline Usher là người em song sinh và là doppelgänger của Roderick Usher. Madeline mắc phải bệnh nặng và bị chứng bắt thế. Người dẫn truyện tình cờ thấy được Madeline lướt qua căn phòng nơi anh và Roderick đang nói chuyện. Tuy nhiên, cô không để ý thấy sự hiện diện của anh và tiếp tục trở về căn phòng của mình nơi mà Roderick khẳng định cô đã trút hơi thở cuối cùng. Sau đó, Roderick và người dẫn chuyện đã mai táng cô mặc dù gương mặt cô vẫn còn sức sống. Ở đoạn cuối của câu truyện, Madeline đã thoát ra khỏi ngôi mộ của mình và đi tìm Roderick để dọa anh đến chết.
Theo một số người, Madeline Usher là hiện thân của hai thế giới siêu nhiên và siêu hình. Đồng thời, việc người dẫn truyện hiếm khi thấy Madeline ngay cả khi cô đang ở trong nhà của mình cũng có thể được hiểu như là một phép nhân hóa của sự dằn vặt và nỗi sợ trong thâm tâm Roderick. Madeline không bao giờ xuất hiện trừ khi được gọi ra bởi nỗi sợ của anh mình, và điều này dường như đã được báo trước trong lời đề từ được trích từ một tác phẩm của nhà thơ Pháp Pierre-Jean de Béranger.

## Tổng quát
Dù Poe viết câu truyện này trước khi ngành tâm thần học ra đời, tâm trạng của Roderick lại có thể được mô tả dựa vào thuật ngữ của nó. Nó bao gồm một hình thức cảm giác quá tải gọi là hội chứng thúc đẩy giác quan (mọi giác quan nhạy cảm quá mức), hội chứng sức ép bệnh tật (lo nghĩ quá nhiều về bệnh tật) và lo âu cấp tính.